# Province de Thanh Hóa
Thanh Hóa est une province de la région de la côte centrale du Nord du Viêt Nam.

## Géographie
Comptant un peu moins de 3,4 millions d'habitants (2009) pour une superficie de 11 116,3 km2.
Située dans la région de la Côte centrale du Nord, elle a pour capitale et principale ville, Thanh Hóa (176 000 habitants). Sầm Sơn est l'une des principales stations balnéaires du pays.
La province est traversée d'Ouest en Est par le Ma, troisième fleuve du Viêt Nam.

## Administration
La Province de Thanh Hóa est composée de 27 subdivisions :
- 4 villes :

- Thanh Hoa
- Sầm Sơn
- Bỉm Sơn
- Nghi Sơn

- 23 districts ruraux:

- Bá Thước
- Cẩm Thủy
- Đông Sơn
- Hà Trung
- Hậu Lộc
- Hoằng Hóa
- Lang Chánh
- Mường Lát
- Nga Sơn
- Ngọc Lặc
- Như Thanh
- Như Xuân
- Nông Cống
- Quan Hóa
- Quan Sơn
- Quảng Xương
- Thạch Thành
- Thiệu Hóa
- Thọ Xuân
- Thường Xuân
- Triệu Sơn
- Vĩnh Lộc
- Yên Định

## L'enseignement supérieur
- Université Hong Duc [2]
- Université de la Culture, des Sports et du Tourisme de Thanh Hóa

## Liens externes

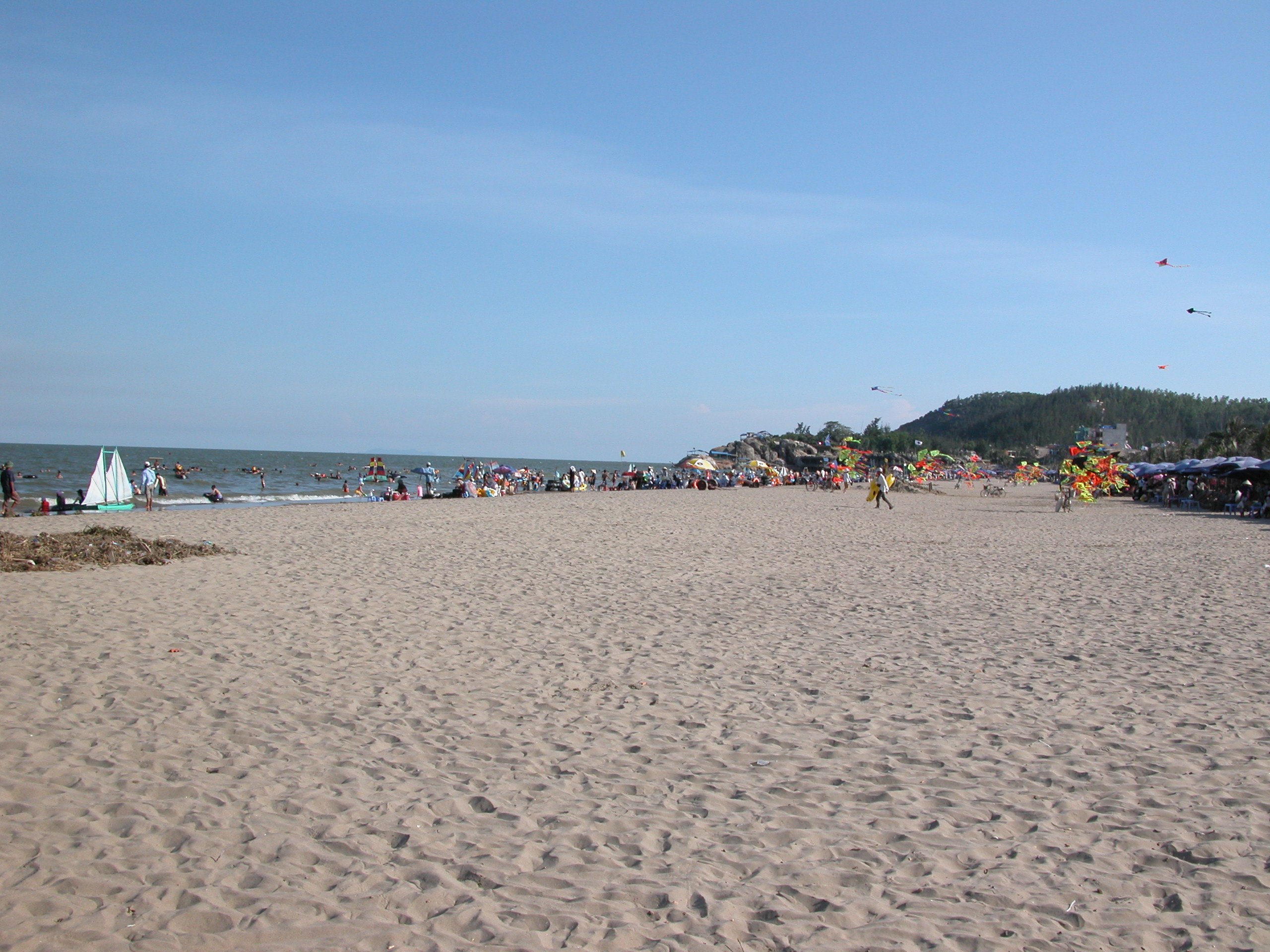
Plage de Sầm Sơn

## Source
1. ↑  Area, population and population density in 2012 by province, General Statistics Office Of Vietnam (lire en ligne)
2. ↑  Bài viết kỉ niệm 27 năm thành lập trường Đại Học Hồng Đức (1997-2024)